# Paul Gilbert
Paul Brandon Gilbert (* 6. listopadu, 1966 v Carbondale, stát Illinois, USA) je americký kytarista, známý díky svému účinkování v kapelách Racer X a Mr. Big, stejně jako díky časté spolupráci s dalšími známými muzikanty.
Obsadil čtvrté místo v žebříčku deseti největších kytarových drtičů všech dob ("Top 10 Greatest Guitar Shredders of All Time") magazínu GuitarOne a zaujal své místo i na listině padesáti nejrychlejších kytaristů všech dob ("Guitar World's 50 Fastest Guitarists of All Time") časopisu Guitar World.

## Racer X
Racer X je skupina založená v Los Angeles v roce 1985. Zakládajícími členy byli Paul Gilbert (kytara), Juan Alderete (basová kytara), Harry Gschoesser (bicí) a Jeff Martin (vokály). Byli silně ovlivněni skupinou Judas Priest a Gilbertova hra velmi připomínala rychlá sóla Yngwie Malmsteena s extrémní technikou hraní. Gschoessera v roce 1986 nahradil Scott Travis, který hrál později se skupinou Judas Priest a Bruce Bouillet se stal druhým kytaristou, který, jako velmi zručný kytarista, hrál spolu s Gilbertem jeho náročné kytarové pasáže.
Paul Gilbert se stal známým jako jeden z nejrychlejších kytaristů na světě díky technicky náročným skladbám jako "Frenzy", "Scarified", "YRO" a "Scit Scat Wah". Gilbert z Racer X odešel v roce 1988, ale v roce 1999 se povedlo skupinu znovu oživit.

## Mr. Big
Když Billy Sheehan v roce 1988 odešel ze skupiny Davida Lee Rotha, přidal se k Paulovi Gilbertovi, který rovněž odešel ze své předchozí skupiny Racer X. Oba, společně s Patem Torpey na bicích a se zpěvákem Ericem Martinem založili skupinu Mr. Big. V roce 1991 měla skupina obrovský úspěch v Japonsku. Stala se slavnou díky jejich druhému alba Lean Into It a baladou "To Be With You", která měla v médiích obrovskou hranost. Skladba dosáhla #1 v hitparádě Billboard Hot 100. Paul Gilbert hrál ve skupině až do konce 90. let. Skupinu opustil v roce 1997 a nyní se věnuje sólové kariéře. Paula nahradil Richie Kotzen. Skupina Mr. Big se rozpadla v roce 2002, nicméně od roku 2009 znovu účinkuje i s Paulem Gilbertem.

## Projekty
V květnu 2003 hrál na pouze dvakrát opakovaném projektu nazvaném Yellow Matter Custard'. Šlo o skupinu hrající coververze Beatles, sestávající z Mika Portnoye (Dream Theater), Neala Morseho (ex-Spock's Beard) a Matta Bissonetta. Z obou vystoupení jsou k dispozici CD a DVD. Jméno skupiny převzali ze skladby "I Am the Walrus": "Yellow matter custard, dripping from a dead dog's eye".
V roce 2004 Paul, Mike Portnoy, Dave LaRue a Daniel Gildenlöw založili projekt nazvaný Led Zeppelin tribute s názvem skupiny "Hammer of the Gods". V září 2005 spolu s Mikem Portnoyem, Seanem Malonym a Jasonem McMasterem založil projekt The Rush tribute. Skupina se jmenovala "Cygnus and the Sea Monsters". V květnu 2006 se sešli zase Paul, Mike Portnoy, Gary Cherone a Billy Sheehan, jak Amazing Journey: A Tribute to The Who. Odehráli tři vystoupení. Skupina na počest The Who po koncertě zcela rozbila svůj aparát.
Paul byl také přizván jako hostující kytarista na sólovém albu Neala Morseho – Sola Scriptura.
V roce 2007 Paul Gilbert koncertoval s Bruce Bouilletem, kvůli svému prvnímu instrumentální alba Get Out of My Yard, které vyšlo v roce 2006.
Gilbertovy nové instrumentální CD Silence Followed by a Deafening Roar vyšlo v Japonsku 23. ledna 2008, v Evropě to bylo 31. března 2008 a USA 8. dubna 2008.

## Styl
Co se týče Paulova ovlivnění zmiňuje spoustu různých umělců. Byli to především Jimmy Page, Robin Trower, Judas Priest, Yngwie Malmsteen, Akira Takasaki, Jimi Hendrix, Kiss, Van Halen, Randy Rhoads a The Ramones. Je také velkým fanouškem skupin The Beach Boys a The Beatles. Na Live DVD Space Ship poukazuje na to, že George Harrison je jeden z jeho oblíbených kytaristů. Časopis Guitar World jej řadí mezi jednoho z 50. nejrychlejších kytaristů všech dob. Spolu s ním jsou to kromě jiných i Buckethead, Eddie Van Halen a Yngwie Malmsteen.
Paul Gilbert skládá hudbu různých stylů, jakými jsou např. pop, rock, metal, blues, jazz, funky a klasická hudba.

## Instruktor
Paul Gilbert měl svou vlastní rubriku v anglickém kytarovém časopise "Total Guitar", ve kterém předváděl kytarové techniky na stránkách i na přiloženém CD. Koncem 80. a začátkem 90. let psal instruktážní kytarové články pro časopis Guitar Player, pod názvem "Terrifying Guitar 101". Jeho období spolupráce s časopisem Total Guitar zahrnuje 31 částí a to až do listopadu 2006. Paul rovněž pravidelně vyučuje na "Guitar Institute of Technology" (GIT) a je i "placeným děkanem" pobočky GIT v Japonsku.
Před přestěhováním do Los Angeles v Japonsku žil. Tam se učil mluvit japonsky, jakož i jeho kolega z vydavatelství Shrapnel, Marty Friedman, který stále v Japonsku žije a mluví plynně japonsky.

## Diskografie

### Racer X
- Street Lethal (1986)
- Second Heat (1987)
- Extreme Volume Live (1988)
- Extreme Volume II Live (1992)
- Technical Difficulties (1999)
- Superheroes (2000)
- Snowball of Doom (2002)
- Getting Heavier (2002)
- Snowball of Doom 2 (2002)

### Mr. Big
- Mr. Big (1989)
- Raw Like Sushi (1990)
- Lean Into It (1991)
- Raw Like Sushi II (1992)
- Bump Ahead (1993)
- Japandemonium: Raw Like Sushi 3 (1994)
- Channel V at the Hard Rock Live (1996)
- Hey Man (1996)
- Big Bigger Biggest: Greatest Hits (1996)
- Next Time Around Best Of (2009)
- Back To Budokan Live (2009)
- What If… (2011)
- ...The Stories We Could Tell (2014)
- Defying Gravity (2017)

### Sólová alba
- Tribute to Jimi Hendrix (EP) (1991)
- King of Clubs (1998)
- Flying Dog (1998)
- Beehive Live (1999)
- Alligator Farm (2000)
- Raw Blues Power s Jimim Kiddem (2002)
- Burning Organ (2002)
- Paul the Young Dude/The Best of Paul Gilbert (2003)
- Gilbert Hotel (2003)
- Acoustic Samurai (2003)
- Space Ship One (2005)
- Get Out of My Yard (2006)
- Tough Eskimo (limitovaná edice EP) (2007)
- Silence Followed By A Deafening Roar (2008)
- United States s Freddiem Nelsonem (2009)
- Fuzz Universe (2010)
- Vibrato (2012)
- Stone Pushing Uphill Man (2014)
- I Can Destroy (2016)
- Behold Electric Guitar (2019)
- Werewolves of Portland (2021)
- 'TWAS (2021)
- The Dio Album (2023)